# Die Geier-Wally (Roman)

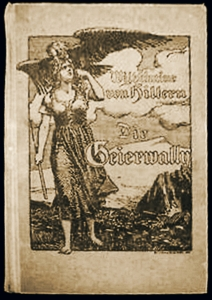
Buchdeckel der Ausgabe von 1921

Die Geier-Wally ist ein von einer Episode aus dem Leben der Tirolerin Anna Stainer-Knittel inspirierter Heimatroman von Wilhelmine von Hillern aus dem Jahre 1873.

## Entstehung
1870 sah Wilhelmine von Hillern in einem Innsbrucker Laden ein Selbstporträt von Anna Stainer-Knittel, das diese als 17-Jährige bei einem Abenteuer zeigt. So hatte Stainer-Knittel damals, an einem Seil an einer Felswand hängend, einen Adlerhorst ausgenommen, was zum Schutze der Schafe zwar eine übliche Praxis, jedoch aufgrund ihrer Gefährlichkeit den Männern vorbehalten war. Da sich diese nach einem nur knapp verhinderten Unglück im Vorjahr jedoch verweigerten, erschien Stainer-Knittels Einsatz umso wagemutiger. Wilhelmine von Hillern begab sich daraufhin nach Elbigenalp, dem Heimatort von Stainer-Knittel, erkundigte sich dort über das, was man über diese Frau wusste, und schuf daraus einen dramatischen Heimatroman, in dem sich ihre weibliche Hauptfigur, der sie den Namen „Walburga Stromminger“ gab, als ein in die raue Natur verstoßener Wildfang den Konventionen der Weiblichkeit verweigert.

## Handlung
Walburga Stromminger, die hübsche Tochter des reichsten Bauern im Tal, wuchs als einziges Kind allein bei ihrem so ehrgeizigen wie stolzen und hartherzigen Vater auf; ihre Mutter war kurz nach der Geburt verstorben. Der Vater sieht in „Wally“ seine Hoferbin und erzieht sie so hart wie die Buben jener Zeit.
Als ein Lämmergeier in einer Felswand über dem Tal sein Nest baut, wagt keiner der jungen Männer aus dem Dorf, sich dem Nest zu nähern. Bauer Stromminger lacht über die Feiglinge und lässt vor den Augen des ganzen Dorfes seine eigene Tochter am Seil in die Felswand hinunter, wo Wally, nur mit einem Messer bewaffnet, unter den wütenden Angriffen des Geiers das Nest ausräumt. Als das Kind zerkratzt und blutend mit dem Küken im Arm wieder oben steht, bekommt es aus Stolz, die Bursches des Dorfes mit seinem Mut beschämt zu haben, den einzigen Kuss, den es vom Vater jemals bekommen hat. Wally zieht das Küken als Haustier auf und wird bald nur noch „Geier-Wally“ genannt.
Bei ihrer Firmung lernt die 16-Jährige den jungen Joseph Hagenbach kennen; er hat gerade einen Bären erlegt, der das Nachbartal bedrohte. Alle Herzen fliegen dem feschen „Bären-Joseph“ zu, und Wally verliebt sich auf den ersten Blick in ihn. Nur der alte Stromminger, der schon mit Josephs verstorbenem Vater Raufhändel hatte, mag den Burschen nicht und verlässt nach einem kurzen Streit vorzeitig das Fest mit seiner Tochter. Als Wally auf dem Heimweg zum ersten Mal seit ihrer Kindheit weint, prügelt er sie mit dem Stock.
Stromminger will seine Tochter aus wirtschaftlichen Gründen mit Vinzenz Gellner verheiraten, einem finsteren, verschlossenen Burschen, der ihr schon lange nachstellt. Wally weigert sich. Da der Vater sie nicht zwingen kann, verbannt er sie den ganzen Sommer über auf das Hochjoch, eine zwischen Fels und Eis gelegenen Hochalm, wo das junge Mädchen als Schaf- und Ziegenhirtin völlig auf sich allein gestellt ist. Nur ihren Geier „Hansl“ darf sie mitnehmen.
Bis zu ihrer Rückkehr im Herbst hat sich der Hof verändert: der Vater ist erkrankt und hat Vinzenz Gellner zu sich geholt, der nun das Regiment führt. Die treue, alte Magd Luckard, die Wally die Mutter ersetzt hatte, wurde nach einem Streit mit Schimpf und Schande vom Hof gejagt und starb aus Gram darüber noch vor Wallys Rückkehr. Wally soll nun nach des Bauern Willen gehalten werden wie eine „Futtermagd“: allen anderen unterstellt, ohne Zugang zum Wohngebäude soll sie beim Vieh schlafen. Als Vinzenz auch noch den greisen Knecht Klettenmaier brutal misshandelt, verliert Wally jegliche Selbstbeherrschung und schlägt ihn mit der stumpfen Seite eines Beils nieder. In dem folgenden Tumult, in dessen Verlauf sie in den Keller gesperrt werden soll, schleudert sie ein brennendes Holzscheit in den Heuschober und nutzt die Bemühungen um die Brandlöschung zur Flucht.
Bei dem weisen Pfarrer des Nachbarorts Heiligkreuz, der den guten Kern in dem durch all die Misshandlungen verrohten Wildfang erkennt, findet Wally Trost und Zuspruch. Aber auch er kann ihr keine Bleibe bieten; sie flieht weiter ins Nachbartal, wo sie sich – mit ihrem Geier auf der Schulter und dem ihr doch vorauseilenden Ruf einer „Mordbrennerin“ – mühsam als Taglöhnerin herumschlägt und allmählich zur Bettlerin verkommt. Beim Wintereinbruch wird sie schließlich von den drei rechtschaffenen Brüdern Klotz in der hoch gelegenen Rotte der Rofenhöfe knapp vor dem Erfrieren gerettet und gesundgepflegt. Die Brüder nehmen sie über den Winter auf.
Der Pfarrer von Heiligkreuz redet derweil geduldig auf den alten Stromminger ein, bis der wenigstens einwilligt, Wally für den nächsten Sommer wieder auf dem Hochjoch Dienst tun zu lassen. Die Brüder Klotz wollen sie nicht gehen lassen; sie haben die kraftvolle, geradlinige, junge Frau von Herzen lieb gewonnen. Aber Wally kann bei aller Dankbarkeit ihre Liebe nicht erwidern, denn sie träumt über die Geschehnisse hinweg noch immer von Joseph, der davon nichts ahnt und sie kaum kennengelernt hat. Um den braven Männern nicht wehzutun, nimmt sie das Angebot des Vaters an und geht wieder aufs Hochjoch.
In einem sommerlichen Unwetter kommt Joseph unvermittelt in Wallys Einöde. Dieser hatte einer verletzten jungen Frau aus der Bergnot geholfen und bittet nun Wally, ihnen beiden vor dem weiteren Abstieg Zuflucht und Stärkung zu gewähren, nichts ahnend, wie Wally dabei zumute ist. Er kennt nur die Gerüchte über ihre angebliche Wildheit – und sieht sich prompt darin bestätigt, als er bald darauf von Wallys Geier angegriffen wird. Nur mit Mühe kann Wally den Jäger davon abhalten, das Tier zu erschießen. Joseph zieht verständnislos mit der fremden Frau von dannen und lässt seine Verehrerin völlig verzweifelt allein zurück.
Über den Winter verdingt sich Wally wieder in bitterer Not in Nachbartälern als Magd, bis ihr das Wetter die erneute Rückkehr zum Hochjoch ermöglicht. Erst der folgende, dritte Sommer dort oben bringt endlich die Wende: der Vater ist verstorben, Wally kehrt als Alleinerbin auf den väterlichen Hof zurück. Aber während der quälenden Jahre ist sie vollends hart und unnahbar geworden. Die heuchlerische Freundlichkeit der Leute gegenüber der nun reichen Frau ekelt sie an; sie gibt sich so kalt und launisch, dass man sie schließlich ebenso fürchtet wie ehemals den Vater. Nur der alte, taube Knecht Klettenmaier genießt noch ihr Vertrauen.
Trotzdem werben bald alle jungen Männer des Tals um die so schöne wie reiche junge Frau. Diese aber lässt jeden hohnlachend abblitzen, „der ihr nicht mit Gewalt einen Kuss abringen könne“, wie es sich schnell herumspricht – und den Eifer der jungen Männer nur noch mehr anspornt.
Insgeheim wartet Wally aber immer noch auf Joseph, der sich jedoch nicht für sie zu interessieren scheint. Als ihr zugetragen wird, er habe eine Liebschaft mit jener Magd Afra, die er im Vorjahr bei Wallys Hütte aus der Bergnot gerettet hatte, wird Wally rasend vor Eifersucht. Anlässlich der Fronleichnamsprozession beleidigt und verleumdet sie die brave Magd vor allen Leuten – und mit ihr auch Joseph als einen, der es nötig habe, sich ein solches Flittchen zu suchen.
Vor dem Fest zu Peter und Paul lässt Joseph zu Wally schicken, um sie zum Tanz einzuladen. Wally fällt prompt darauf herein, versteht das als einen Antrag und merkt nicht, dass Joseph sich nur mit einem hässlichen Streich für die erlittene Schmach rächen will. Er holt die im siebten Himmel schwebende, wie zu einer Hochzeit herausgeputzte Frau mit Pomp und großem Geleit vom Hof ab und führt sie in den Festsaal. Dort verlangt Joseph vor dem ersten Tanz einen Kuss von ihr. Sie will ihm schon in die Arme fallen, aber er wehrt ab: nicht geschenkt will er den Kuss haben, sie soll sich wehren. Sie tut ihm den Gefallen, wehrt sich auch mit Erfolg, bevor sie ihn schließlich gewinnen lässt. Als Joseph ihr endlich den Kuss „geraubt“ hat, lässt er sie vor der johlenden Festgemeinde stehen und geht aus dem Saal – zu Afra.
Wally ist blind vor Wut und Scham. In ihrer Verzweiflung schwört sie, denjenigen zu heiraten, der den Bären-Joseph „seiner“ Afra tot vor die Füße wirft. Nachbar Vinzenz Gellner, der immer noch vergeblich nach ihr schmachtet, hört es. Nachts in ihrer Stube vernimmt Wally zwei Schüsse; eine düstere Ahnung befällt sie. Sie eilt hinüber und begegnet Vinzenz, der gerade mit der Flinte aus dem Wald zurückkommt. Er gesteht, Josef angeschossen und dann in einen Felsengrund hinabgestoßen zu haben. Wally zerrt ihn wieder dorthin, um sich selbst hinabzustürzen und den Unglücklichen mit in den Tod zu reißen. Da ertönt ein Hilfeschrei von unten: Josef lebt noch. Wally lässt von Vinzenz ab und rennt ins Dorf, um Hilfe herbeizuholen. Mit notdürftig zusammengeflochtenen Stricken lässt sie sich selbst in einer halsbrecherischen Hilfsaktion in die Tiefe abseilen, um den mittlerweile Bewusstlosen zu retten. Es gelingt.
Während Joseph in Wallys Hof gesundgepflegt wird, zieht Wally sich, von Reue zerfressen, wieder in die karge Einsamkeit auf dem Hochjoch zurück. Sie hat Afra die Pflege überlassen und Joseph den Hof vermacht, damit die beiden heiraten könnten. Sie selbst will nur noch sterben – nicht durch eigene Hand, das hat ihr der Pfarrer verboten. Aber durch erbarmungslose Härte sich selbst gegenüber hofft sie auf die Vergebung Gottes und einen frühen, barmherzigen Tod.
Nach zwei Monaten ist Wally schon sehr geschwächt. Sie liegt teilnahmslos irgendwo oberhalb der Hütte im Gras und hängt ihren schwermütigen Gedanken nach, als von unten Joseph heraufkommt. Er ist endlich genesen und brennt darauf, seiner Retterin die Wahrheit zu sagen: Afra ist nicht seine Geliebte, sondern seine Halbschwester, was mit Rücksicht auf die Mutter geheim gehalten worden war. Joseph hatte Wally wegen all der Gerüchte über sie gemieden. Aber bei dem Gerangel um den Kuss im Festsaal hatte er sich plötzlich doch in sie verliebt; sein schändlicher Streich tat ihm leid, und er hatte sich noch in derselben Nacht zu Wallys Hof aufgemacht, um sie um Vergebung zu bitten und ihr seine Liebe zu gestehen. Auf dem Weg dorthin hatte ihn Vinzenz überfallen.

Die beiden verzeihen einander, kehren auf den Hof zurück und leben noch einige glückliche Jahre zusammen. 

„Wally und Joseph sind früh gestorben, die Stürme, die an ihnen gerüttelt, hatten die Wurzeln ihres Lebens gelockert.“

 So schreibt die Autorin im Ausklang.

## Rezeption
Der Roman wurde schon kurz nach Erscheinen in Buchform in acht Sprachen übersetzt (heute sind es 11 Sprachen) und war nach dem Deutsch-Französischen Krieg (1870/71) der erste deutsche Roman, der in Frankreich in der Revue des Deux Mondes im Auszug und später bei Hachette übersetzt erschien (unter dem Titel La fille au Vautour). Wilhelmine von Hillern schrieb nach ihrem Roman 1880 ein gleichnamiges Theaterstück, das ab 1881 an zahlreichen deutschen Bühnen aufgeführt wurde. Theodor Fontane sah das Stück am 8. Oktober 1881 in Berlin. In seiner ausführlichen Besprechung lobte er, dass darin „richtige Menschen das Richtige sagen und das Richtige tun, und dies Richtige tun zu richtiger Zeit und am richtigen Ort“, betont jedoch zudem, dass das Stück „mehr in die Reihe der Kometen als in die der Dauer-Sterne gestellt werden sollte“. Später stellte er die Vorzüge der Geierwally im Vergleich zum Theaterstück Des Meeres und der Liebe Wellen von Franz Grillparzer gegenüber. Hierbei befand er ersteres wegen seiner „dramatischen Potenz“ für überlegen.
Im Jahr 1892 wurde die lyrische Oper (Dramma lirico) La Wally von Alfredo Catalani aufgeführt, die ebenfalls auf dem Roman basiert. Daneben entstand im 20. Jahrhundert Die Geierwally, ein steirisches Musical von Reinhard P. Gruber mit Musik von Andreas Safer und Reinhard Ziegerhofer. Es verbindet Volksmusik, Jazz und Pop.
Im 20. Jahrhundert wurde der Stoff auf der Grundlage Wilhelmine von Hillerns Romans mehrfach verfilmt:
- 1921: Erste Verfilmung[3] des Romans, Regisseur war Ewald André Dupont, Henny Porten als Tochter Wally
- 1940: Zweite Verfilmung[4] von Hans Steinhoff, mit der Schauspielerin Heidemarie Hatheyer als Protagonistin
- 1956: Dritte Verfilmung[5] von František Čáp, mit Hauptdarstellerin Barbara Rütting und als Leander Siegfried Rauch
- 1967: Vierte Verfilmung[6] von Gretl Löwinger, mit Sissy Löwinger als Geierwally
- 1988: Walter Bockmayers Geierwally[7], eine Parodie auf den Roman – unter Mitwirkung von Joy Fleming (Song), Ralph Morgenstern, Samy Orfgen (Hauptrolle), Elisabeth Volkmann und Veronica Ferres u. v. a.
- 2005: Eine moderne Fernsehproduktion[8] mit der Schauspielerin Christine Neubauer als Wally Flender und Siegfried Rauch als Franz Flender wurde 2005 von der ARD gesendet

Die Geschichte als solche ist mit der Bergheimat der Geierwally verknüpft und eignet sich für Freilichtaufführungen an speziellen Orten. Deshalb schrieb der österreichische Schauspieler und Autor Felix Mitterer eine Theaterfassung der Geschichte, mit deren Uraufführung 1993 die „Geierwally-Freilichtbühne“ in Elbigenalp eröffnet wurde. Die deutsche Erstaufführung von Mitterers Neufassung für die Luisenburg-Festspiele fand 2005 auf der einmaligen Luisenburg-Felsenbühne bei Wunsiedel statt.
Wilhelmine von Hillern schätzte im Rückblick ihren Roman Die Geier-Wally als eher mittelmäßig im Vergleich zu ihren späteren Werken ein, die sie als „tiefere und psychologisch durchgearbeitetere Probleme“ empfand, die „nicht mit dem Impuls jugendlicher Schaffensfreude verglichen werden können“.

„Oben in Adlershöhe ... am schwindelnden Abhang stand eine Mädchengestalt, von der Tiefe heraufgesehen nicht größer als eine Alpenrose, aber doch scharf sich abzeichnend vom lichtblauen Himmel und den leuchtenden Eisspitzen der Ferner. Fest und ruhig stand sie da, wie auch der Höhenwind an ihr riss und zerrte, und schaute nieder schwindellos in die Tiefe (...) Schrankenlos war ihr Mut und ihre Kraft, als hätte sie Adlersfittige, schroff und unzugänglich ihr Sinn, wie die scharfkantigen Felsspitzen, an denen die Geier nisten und die Wolken des Himmels zerreißen…“

## Buchausgaben
- Die Geier-Wally. Eine Geschichte aus den Tyroler Alpen. Gebrüder Paetel, Berlin 1875[10] (Digitalisat von Band 1 und Band 2 bei Google Books)
  - Digitalisat der 3. Auflage (1876) bei Google Books
  - Digitalisat der 5. Auflage (1883) bei Google Books (= Digitalisat im Internet Archive)
- Die Geier-Wally. Eine Geschichte aus den Tiroler Alpen. Hesse & Becker, Leipzig 1921
- Die Geier-Wally. Eine Geschichte aus den Tiroler Alpen. Keysersche Verlagsbuchhandlung, Heidelberg 1955; 1960
- Die Geier-Wally. Eine Geschichte aus den Tiroler Alpen. Fackelverlag, Stuttgart 1957; 1964
- Die Geier-Wally. Roman. Pawlak, Herrsching 1979
- Die Geier-Wally. Eine Geschichte aus den Tiroler Alpen. Saga, o. O. 2013, ISBN 978-3-944349-48-0 (Nachdruck von 1883)
- Die Geier-Wally. Eine Geschichte aus den Tiroler Alpen. Henricus Großdruck, o. O. 2019, ISBN 978-3-8478-4317-7
- Die Geier-Wally. Inktank, Bremen 2019, ISBN 978-3-7477-7993-4 (Taschenbuch)

Dramatisierte Fassung
- Die Geier-Wally. Schauspiel in fünf Akten und einem Vorspiel „Die Klötze von Rofen“ nach ihrem Roman gleichen Namens. Lehmann, Freiburg/Br. 1880 (Digitalisat in der Landesbibliothek Coburg)